# Psychoda tridens
Psychoda tridens es una especie de insecto díptero de la familia de los psicódidos.
Se encuentra en Nueva Zelanda.